# Reiner Kugler
Reiner Kugler (5. února 1911 Františkovy Lázně – ?) byl fotbalista klubu Teplitzer FK, útočník, reprezentant Československa.

## Fotbalová kariéra
V československé lize hrál za Teplitzer FK. Dal 9 ligových gólů.
Za československou reprezentaci odehrál v roce 1938 jedno utkání.

## Ligová bilance
| Ročník              | Zápasy | Góly | Klub         |
| ------------------- | ------ | ---- | ------------ |
| Státní liga 1935/36 | -      | 9    | Teplitzer FK |
| CELKEM 1. liga      | -      | 9    |              |